# サン・マメス (1913年)
エスタディオ・サン・マメス（スペイン語: Estadio San Mamés, [esˈtaðjo sam maˈmes]）は、スペイン・ビルバオにあったサッカー専用スタジアム。リーガ・エスパニョーラのアスレティック・ビルバオ、バスク代表のホームスタジアムだった。

## 名称
スタジアムの名称は、スタジアムに近くにあるサン・マメス（聖マメス）と呼ばれる教会に由来する。聖マメスは3世紀に生きたキリスト教の聖人であり、ローマ皇帝アウレリアヌスによってライオンの群れの中に投げ込まれて殉教した。愛称はラ・カテドラル（La Catedral、大聖堂）。

## 歴史
1913年に開場した、スペインで最も古いスタジアムである（なお、最も古くプレーされたのはエスタディオ・エル・モリノンとされる）。約40,000人を収容でき、献身的で忠誠心の高い群衆による、他に類のない騒々しい雰囲気で知られていた。スペインで開催された1982 FIFAワールドカップでは会場のひとつとして使用され、大会に向けて大規模な改修工事が行われた。
2010年6月28日には、オーストラリアのロックバンドであるAC/DCが「ブラック・アイス・ワールド・ツアー」の最終ステージをサン・マメスで行なった。

### 取り壊しと新スタジアム建設
2006年3月、53,000人を収容する新スタジアムの建設計画が承認された。新スタジアム（サン・マメス・バリア）は、サン・マメスに隣接するビルバオ国際貿易展示場跡地に建設され、2013-2014シーズンから使用された。サン・マメスでは2012年5月26日、リーグ第37節レバンテUD戦が最後の試合となった。試合は0-1で敗戦、最後のゴールはファンル・ゴメスによるものだった。試合後にはセレモニーが執り行われた。シーズン終了後の2013年6月5日に閉場、翌日6日に取り壊された。

## ギャラリー

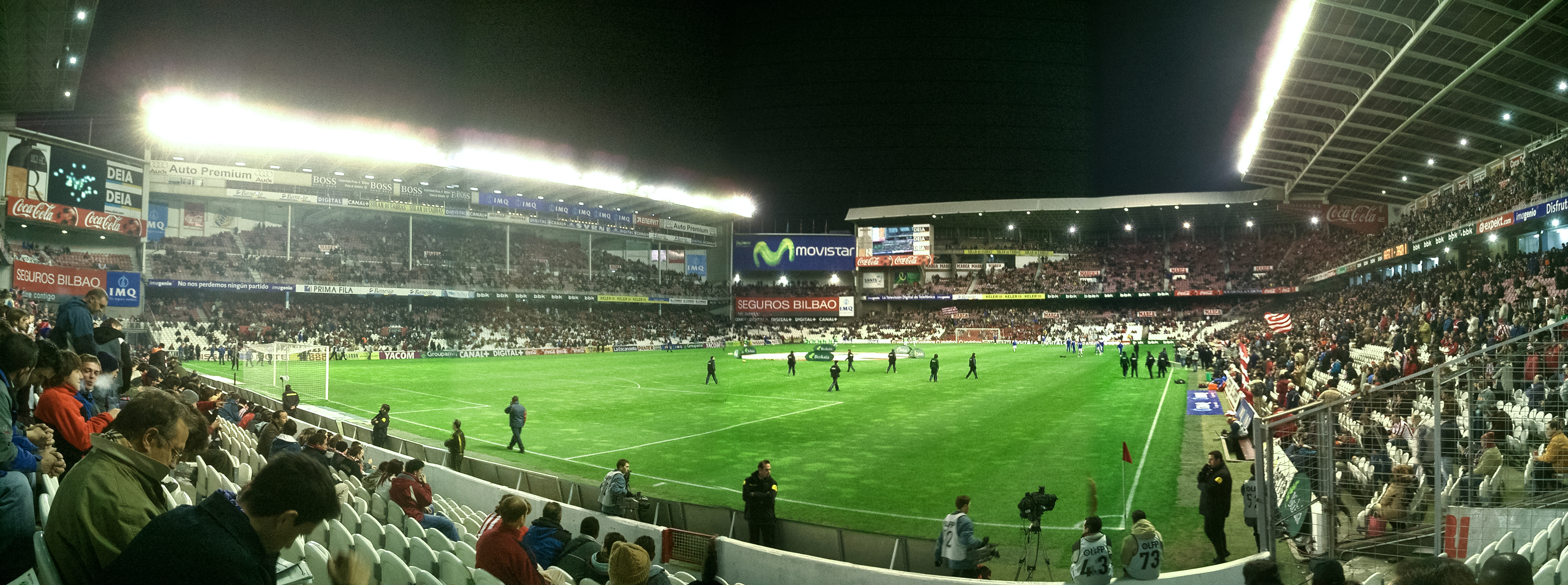
サン・マメスのパノラマビュー

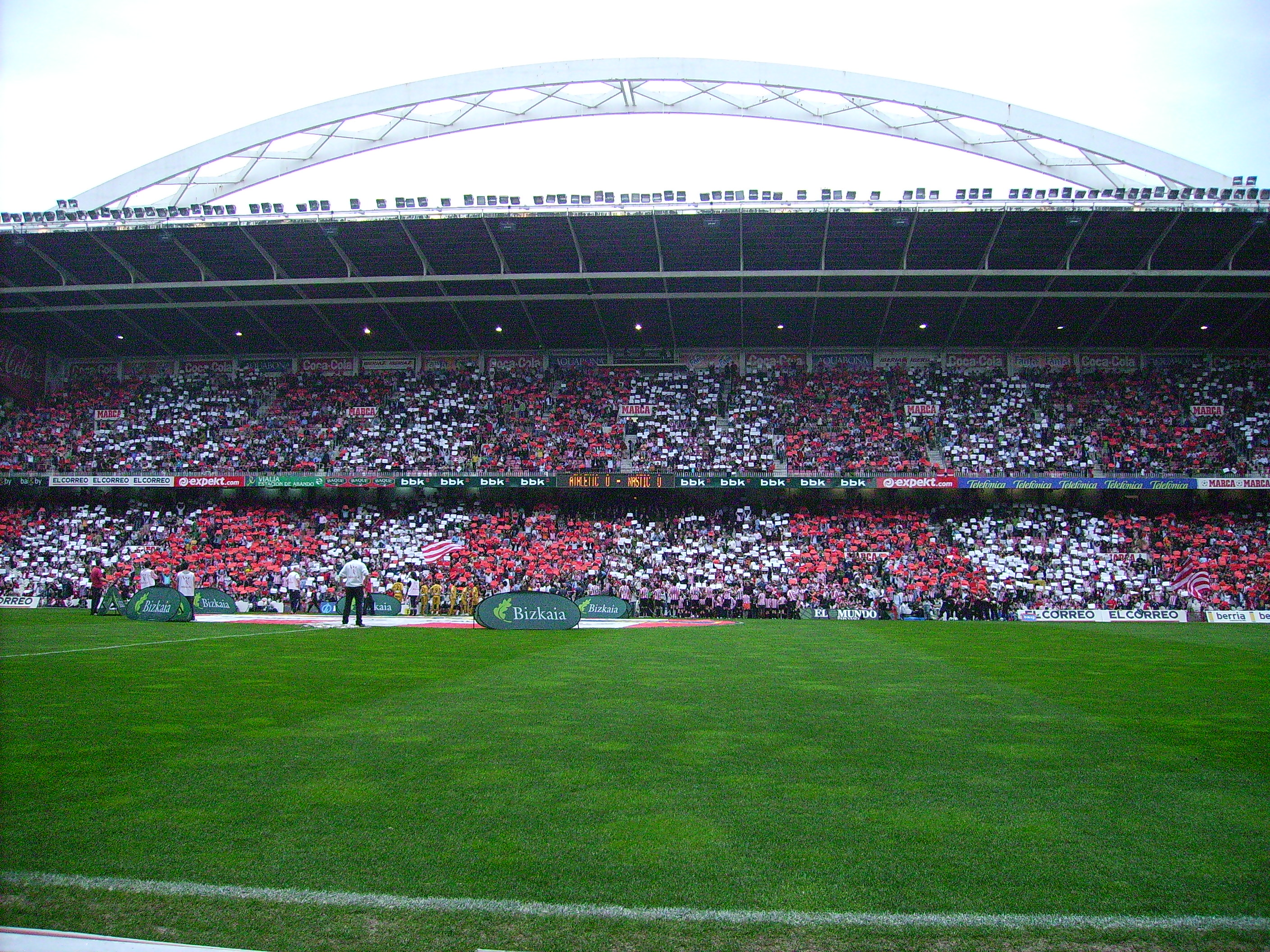
メインスタンド
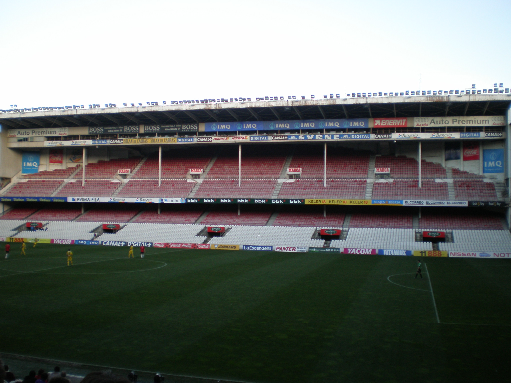
東側スタンド
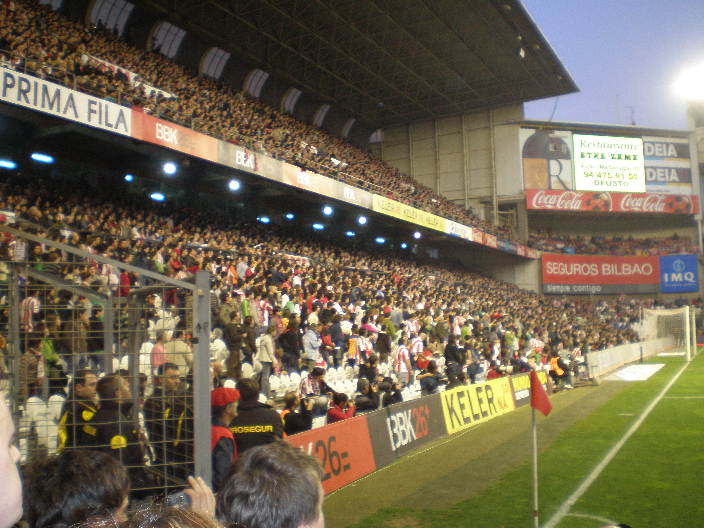
北側スタンド
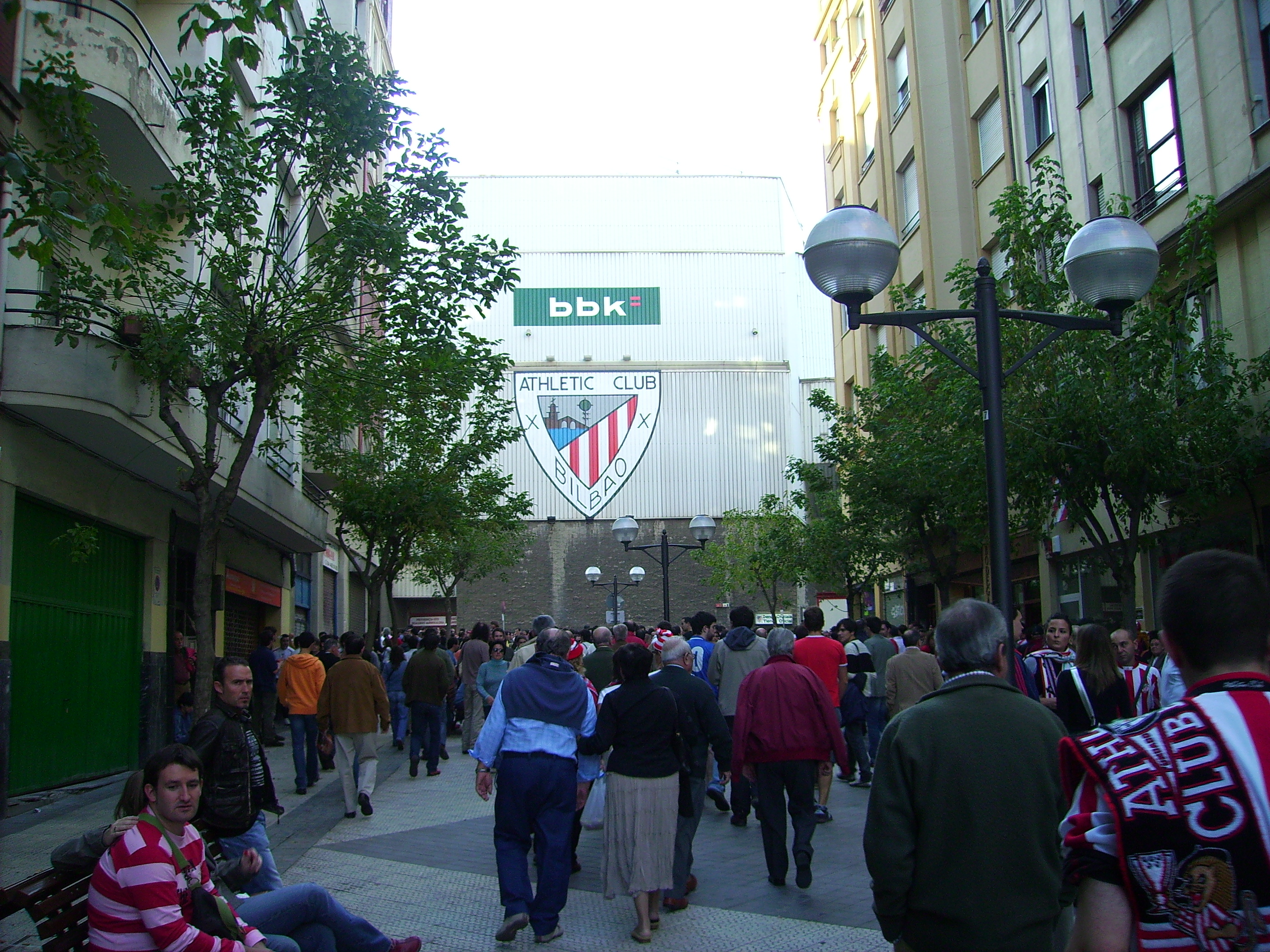
スタジアム外部